# Gonomyia funesta
Gonomyia funesta är en tvåvingeart som beskrevs av Alexander 1936. Gonomyia funesta ingår i släktet Gonomyia och familjen småharkrankar. Inga underarter finns listade i Catalogue of Life.